# Conoco
Cet article court présente un sujet plus développé dans : Phillips 66 et ConocoPhillips.
Conoco Inc. est une ancienne compagnie pétrolière américaine, fondée par Isaac Elder Blake en 1875 sous le nom de Continental Oil and Transportation Company. Conoco n'est plus maintenant qu'une marque commerciale de stations-service aux États-Unis appartenant à Phillips 66.

## Histoire
Conoco est rachetée par DuPont en 1981, qui le revend en 1999.
En 2002, Conoco fusionne avec Phillips Petroleum Company pour former ConocoPhillips.